# Renseignement d'origine humaine

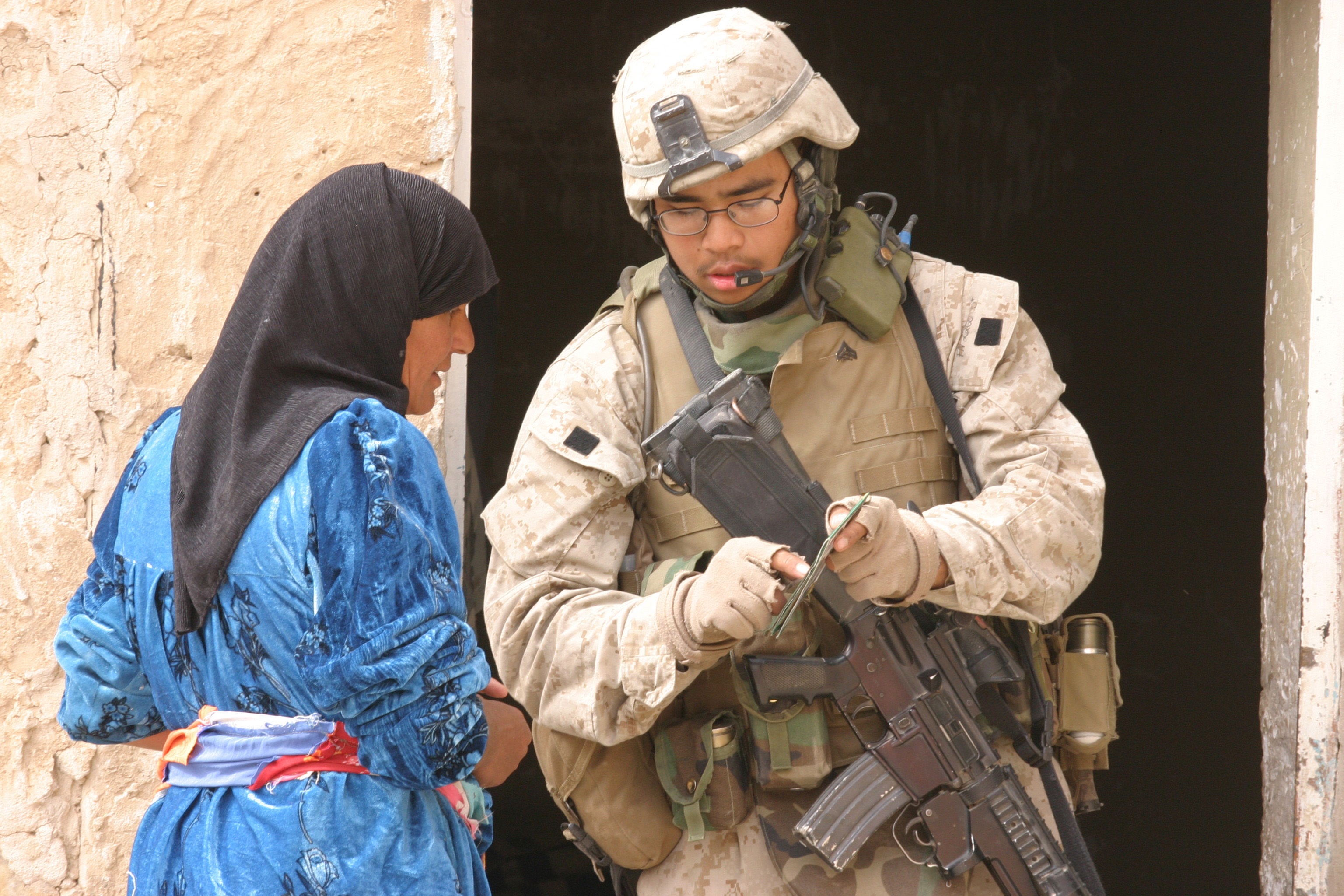
Un marin américain interroge une femme sur les armes à Falloujah pendant la Guerre d'Irak

Le renseignement d'origine humaine, abrégé en ROHUM (en anglais Human intelligence, HUMINT), est un renseignement dont la source est un individu. 
Par extension, le renseignement humain désigne l'ensemble des activités de traitement de ce type d'information (collecte, évaluation, analyse, diffusion)
Le renseignement humain se distingue du renseignement technique (renseignement d'origine électromagnétique, renseignement d'origine image), et du renseignement d'origine source ouverte. Sa fiabilité est répertoriée à l'aide d'une cotation.

## Termes et définitions
Les activités de recherche humaine sont menées par un officier traitant auprès d'honorables correspondants, c'est-à-dire des personnes de confiance qui collaborent bénévolement pour un service de renseignement, ou auprès d'agents qui, eux, collaborent avec le service de renseignement contre rétribution, qu'elle soit financière ou autre.

## Leviers
La théorisation du mode de recrutement et de traitement d'une source humaine, aussi appelée agent, a conduit grâce à l'analyse comportementale à identifier différents « leviers » manipulatoires pour l'inciter à fournir le renseignement auquel il a accès (les mêmes considérations pouvant s'appliquer aux agents d'influence). Ces leviers sont très divers, les principaux étant résumés dans des acronymes mnémotechniques plus ou moins approximatifs : SANSOUCIS (solitude, argent, nouveauté, sexe, orgueil, utilité, contrainte, idéologie, suffisance), processus RASCLS de Robert Cialdini,. Le plus connu est l'acronyme MICE (« souris » au pluriel), principe posé par les services de renseignement britanniques pendant la Seconde Guerre mondiale :
- Money : argent ;
- Ideology : idéologie (convictions religieuses, politiques, etc.) ou Interest : intérêt (passe-droits, faveurs sexuelles) ;
- Coercion, Compromise ou Constrain : coercition, compromission ou contrainte (chantage, menaces, kompromat, torture, etc.) ;
- Ego : ego (vanité, désir de se mettre en avant).

Cet acronyme est souvent traduit en français comme VICE (vénal, idéologie, compromission, ego).

## Techniques de traitement des sources
A la CIA, tout entretien commence par une première séquence de questions dont l'acronyme pense-bête est STDL[Information douteuse] : Sécurité (problèmes observés en chemin), Temps (combien en a la source), Information[Information douteuse] (éventuel renseignement à communiquer d'urgence), Date (du prochain rendez-vous, au cas où l'entretien serait prématurément interrompu), Leurre (quel prétexte si quelqu'un arrive et pose des questions).

## Historique
L'ancien officier du KGB Oleg Kalouguine remarque : 

« Durant mes trente-deux ans en fonction au KGB [de 1958 à 1990], les grands espions qui vinrent à nous parce qu'ils croyaient au communisme, comme Kim Philby, se raréfièrent constamment et finalement disparurent totalement. En même temps, le nombre d'officiers du KGB qui devinrent mécontents du communisme soviétique et firent défection à l'Ouest augmenta brusquement. Le KGB fut touché par un double coup dévastateur où le nombre de bons espions se réduisait pendant que le nombre de transfuges explosait. »

L'année 1985 fut surnommée par les journaux américains « l'année de l'espion » (« The Year of the Spy (en) ») car plusieurs affaires d'espionnage très médiatisées éclatèrent cette année-là (John Anthony Walker, Larry Wu-Tai Chin, Jonathan Pollard, Ronald Pelton, etc.). Cela engendra de nombreux ouvrages documentaires sur le sujet. 

### Renseignement technique aux dépens du renseignement humain?
Au début de la guerre froide, la difficulté à pénétrer le bloc soviétique par des méthodes classiques de renseignement humain poussa les services de renseignement des États-Unis à se tourner vers des formes de renseignement techniques : renseignement d'origine électromagnétique et renseignement d'origine image. Le développement de l'avion Lockheed U-2 puis des satellites de reconnaissance ont par exemple permis de considérablement préciser les estimations sur les armements stratégiques soviétiques. 
Les points de vue sur l'importance relative du renseignement humain et technique sont variés. Par exemple, l'ancien directeur de la CIA Stansfield Turner (1977-1981) écrivait en 1985 que « l'espionnage humain est devenu un complément aux systèmes techniques. L'espionnage soit va chercher dans les « trous » que les systèmes techniques ne peuvent sonder, soit revérifie les résultats de la collecte technique. » D'autres, au contraire, mettent en avant que seules les sources humaines peuvent renseigner sur les intentions d'une cible. 
Les commissions parlementaires sur les attentats du 11-septembre 2001 et sur les erreurs à propos des armes de destruction massives en Irak ont montré l'importance qu'elles accordent au renseignement humain en critiquant des insuffisances de la CIA dans ce domaine. Elles mettent également en avant la nécessité de partager et d'intégrer le renseignement des sources de types différents au niveau opérationnel.

### Inconvénients et avantages du renseignement humain
Jean-Claude Cousseran et Philippe Hayez identifient quatre inconvénients principaux à la recherche humaine : la réactivité modérée, les risques physiques, les risques politiques, et le risque de contamination. Réactivité modérée car une source humaine est relativement inertielle : elle prend du temps à introduire dans un environnement ou un système (par exemple une entreprise ou une administration) tout comme à en sortir et à en changer, surtout sans éveiller les soupçons, donc elle ne peut pas être "pilotée" à loisir. Risques physiques car une source ou un officier traitant s'exposent, s'ils sont démasqués dans un environnement hostile, au risque d'être arrêtés et parfois blessés, torturés ou tués. Risque politique ou diplomatique car une affaire d'espionnage entraîne systématiquement des répercussions diplomatiques, politiques et légales au niveau à la fois national et international. Risque de contamination, de tromperie ou de fuite car une source ou un agent peut être un agent double dès le départ ou bien trahir ensuite (walk-in), ou être un "fabricateur" (prêt à affabuler pour de l'argent par exemple, comme la source Curveball), ou bien faillir malgré lui (sous la pression d'un interrogatoire par exemple).
Les avantages principaux de la recherche humaine sont : le coût très modéré par rapport aux coûts prohibitifs et en constante augmentation du renseignement technique en raison du progrès technique ; et le potentiel humain (capacité à agir en autonomie, capacité à interpréter et analyser les intentions d'autrui, capacité à s'adapter à une situation donnée).

## Renseignement humain dans l’armée de terre française
La doctrine militaire française distingue le renseignement d'origine humaine conversationnel (ROHUM-C), où un capteur humain interroge une source humaine, au renseignement d'origine humaine de reconnaissance (ROHUM-R), où un capteur humain collecte l'information par observation de l'adversaire sans contact.
L'expression anglaise Human Intelligence (HUMINT) ne correspond qu'au ROHUM-C et non pas à la totalité du ROHUM.
En 2003, le renseignement militaire humain dans l'armée de terre française repose sur les unités suivantes qui peuvent être mise à la disposition de la Direction du Renseignement militaire :
- 51 équipes de recherche aéroportée (RA / 13e régiment de dragons parachutistes) : renseignement stratégique ;
- 24 groupes de recherche aéroportée et actions spéciales (RAPAS / 1er régiment de parachutistes d'infanterie de marine) : reconnaissance et action spéciales ;
- 44 patrouilles de recherche profonde et 13 patrouilles spécialisées (2e régiment de hussards) : recherche blindée du renseignement ;
- 6 escadrons d’éclairage et d’investigation (EEI) : renseignement-surveillance à courte et moyenne portée ;
- le groupement de recueil de l'information (GRI) : renseignement conversationnel (dissout en 2010, compétences reprises par le 2e RH).